# Jaroslava Blažková
Jaroslava Blažková (ur. 15 listopada 1933 w Velké Meziříčí, zm. 20 lutego 2017 w Guelph w Kanadzie) – słowacka pisarka, dziennikarka, autorka utworów dla dorosłych i dzieci.

## Życiorys
Do szkoły średniej uczęszczała w Pradze i Bratysławie. Ukończyła studia na Uniwersytecie Komeńskiego w Bratysławie. Pracowała w słowackim radiu oraz (od 1954) w czasopiśmie "Smena", z którego zwolniono ją z powodów politycznych. Została także objęta zakazem publikacji, zdjętym dopiero po „odwilży” w 1958. Zaczęła publikować opowiadania w czasopismach, a w 1960 ukazał się jej debiut powieściowy Nylonowy księżyc (org. Nylonový mesiac). Książka (choć w dwóch pierwszych wydaniach ocenzurowana) od razu zyskała popularność, jeszcze w latach 60. XX wieku została przetłumaczona na kilka języków – czeski (1961), niemiecki (1962), węgierski (1965), polski (1965) i estoński (1968). Popularność zawdzięczała m.in. zmysłowości, brakowi pruderii i współczesnemu językowi. W tej samej dekadzie autorka związała się z wpływowym czasopismem literackim „Mladá Tvorba”. W 1964 za utwór dla dzieci Ohňostroj pre deduška została nagrodzona przez UNESCO Nagrodą im. Hansa Andersena. W 1968 jej książka Môj skvelý brat Robinson otrzymała nagrodę za najlepszą prozę roku wydawnictwa Mladé Letá. Z kolei jej Rozprávky z červenej ponožky (1969) dostały nagrodę tego wydawnictwa, jednak od razu po jej przyznaniu, nakład książki został przez władzę zniszczony.
W 1968 wyemigrowała do Kanady, gdzie pracowała w grupach teatralnych oraz w radiu, od 1976 wydawała czasopismo „Nový domov” (pl. „Nowy Dom”), skierowane do emigrantów z Czech i Słowacji, a w latach 1978–1989 pracowała w wydawnictwie 68 Publishers. W 1970 została wydalona ze Słowackiego Związku Pisarzy, a jej twórczość została objęta zakazem publikacji w jej ojczyźnie; jej prace zaczęto wydawać na Słowacji dopiero po 1989. Pod koniec życia mieszkała w Guelph, zmarła w Kanadzie.